# Euphylidorea microphallus
Euphylidorea microphallus är en tvåvingeart som först beskrevs av Alexander 1927.  Euphylidorea microphallus ingår i släktet Euphylidorea och familjen småharkrankar. Inga underarter finns listade i Catalogue of Life.